# Mirond Lake
Mirond Lake är en sjö i Kanada.   Den ligger i provinsen Saskatchewan, i den centrala delen av landet, 2 200 km nordväst om huvudstaden Ottawa. Mirond Lake ligger 310 meter över havet.
Trakten runt Mirond Lake är nära nog obefolkad, med mindre än två invånare per kvadratkilometer.